# Distretto di Mironó
Il distretto di Mironó è un distretto di Panama nella comarca indigena di Ngäbe-Buglé con 15.010 abitanti al censimento 2010. Il capoluogo è Hato Pilón

## Geografia antropica

### Suddivisioni amministrative
Il distretto è suddiviso in otto comuni (corregimientos):
- Hato Pilón
- Cascabel
- Hato Corotú
- Hato Culantro
- Hato Jobo
- Hato Julí
- Quebrada de Loro
- Salto Dupí